# Turcolana steinitzi
Turcolana steinitzi là một loài chân đều trong họ Cirolanidae. Loài này được Strouhal miêu tả khoa học năm 1961.